# Глубоковский сельсовет (Серпуховский район)
Глубоковский сельсовет — упразднённая административно-территориальная единица, существовавшая на территории Московской губернии и Московской области до 1960 года.
Глубоковский с/с был образован в первые годы советской власти. По данным 1921 года он входил в состав Пригородной волости Серпуховского уезда Московской губернии.
В 1926 году Глубоковский с/с включал деревню Глубоково.
В 1929 году Глубоковский с/с был отнесён к Серпуховскому району Серпуховского округа Московской области.
17 июля 1939 года к Глубоковскому с/с был присоединён Велемский с/с.
14 июня 1954 года к Глубоковскому с/с был присоединён Райсемёновский с/с.
20 августа 1960 года Глубоковский с/с был упразднён. При этом селения Верхние Велеми, Глубоково и Нижние Велеми были переданы в Васильевский с/с, а Ивантиново, Райсемёновское и Станково — в Съяновский с/с.